# Carmen Alonso Ledesma
Carmen Alonso Ledesma (Madrid, 25 de septiembre de 1944) es una catedrática de Derecho Mercantil española. Desde 2011 ocupa el cargo de consejera en el Banco de España. En 2017 renovó por un segundo mandato de seis años más.

## Biografía
Carmen Alonso se licenció en Derecho por la Universidad Complutense de Madrid en 1974. Al año siguiente y hasta 1995 fue profesora, profesora contratada y profesora titular en dicha universidad. En 1989 se doctora cum laude en Derecho en la Universidad Complutense de Madrid con la tesis Los privilegios marítimos (publicado como libro en 1995). En 1996 obtuvo la cátedra de Derecho Mercantil en la Universidad de Castilla-La Mancha y en 2000, la cátedra de Derecho Mercantil en la Universidad Complutense de Madrid. Fue directora del Área de Derecho Mercantil de la Universidad de Castilla-La Mancha y directora del Departamento de Derecho Mercantil de la Universidad Complutense.
De 2004 a 2011 ejerce como consejera independiente del Consejo de Administración y de la Comisión Ejecutiva de la Caja de Ahorros de Navarra. Desde 2006 es también vocal permanente de la Comisión Nacional de Codificación en el área de Derecho mercantil
Ha sido profesora visitante en numerosas universidad, ha realizado numerosas publicaciones (libros, capítulos, revistas, trabajos de investigación, etc.). Obtuvo la Cruz de Honor de la orden de San Raimundo de Peñafort en diciembre de 2010.